# Notoxus tansanianus
Notoxus tansanianus es una especie de coleóptero de la familia Anthicidae.

## Distribución geográfica
Habita en Tanzania.